# Agnostycyzm

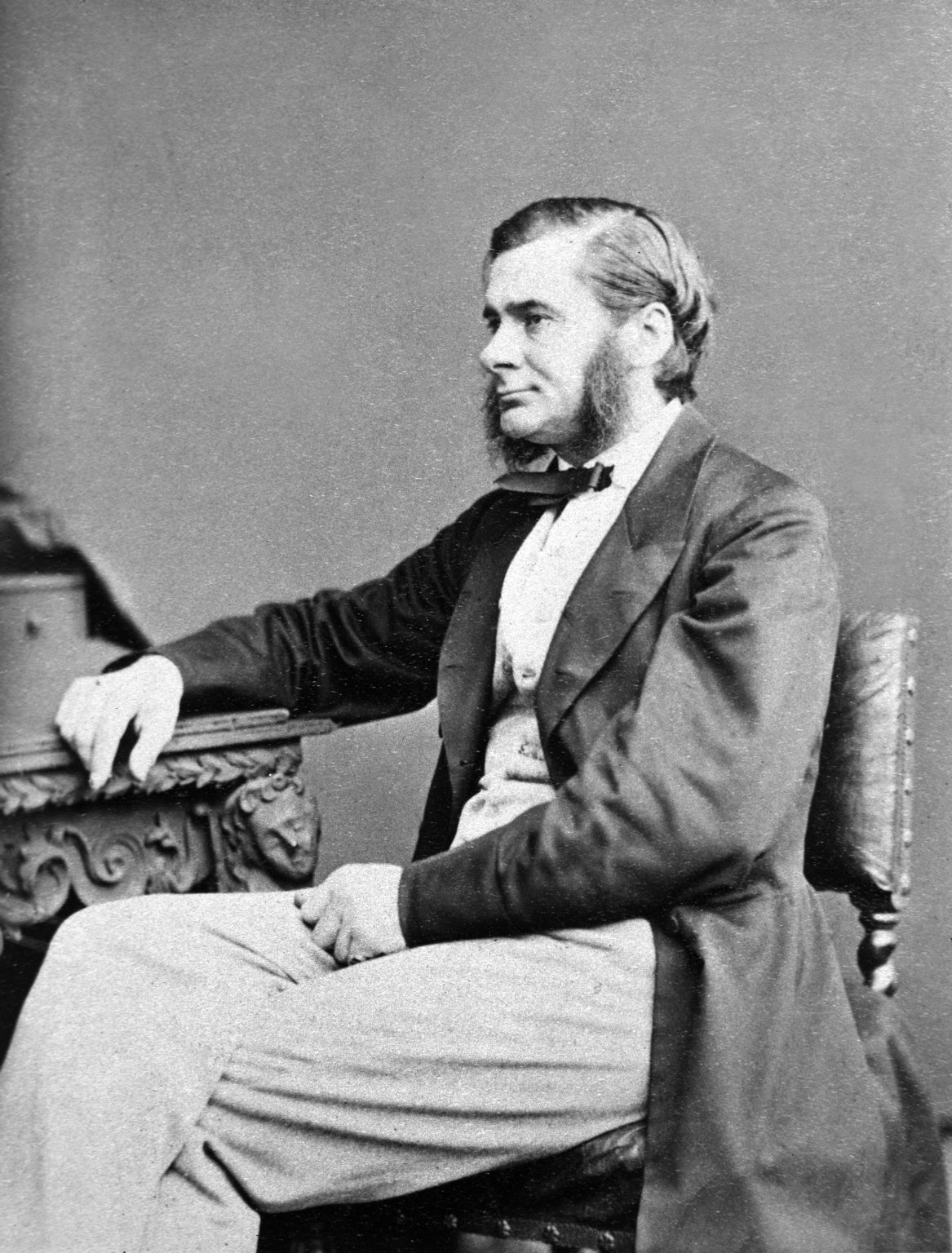
Thomas Henry Huxley, twórca terminu agnostycyzm

Agnostycyzm (stgr. ἄγνωστος α- a-, bez + γνώσις gnōsis, wiedzy; od gnostycyzmu) – pogląd filozoficzny, według którego obecnie niemożliwe jest całkowite poznanie rzeczywistości. W kontekście religijnym agnostycyzm oznacza niemożliwość dowiedzenia się, czy Bóg lub bogowie istnieją, czy też nie. Osobą, która wprowadziła termin agnostycyzm, jest Thomas Henry Huxley. Agnostycyzm przybiera różne formy, i tak agnostyk może być ateistą, teistą albo żadnym z nich.
Bertrand Russell w broszurze „Kto to jest agnostyk?” stwierdził, że chrześcijanie twierdzą, że wiemy, że Bóg jest, ateiści – że wiemy, że Boga nie ma, natomiast agnostycy przyjmują, że nie ma dostatecznych podstaw, aby potwierdzić istnienie Boga lub mu zaprzeczyć.
Według filozofa Jana Hartmana agnostycyzm można opisać następująco:
Agnostycyzm to postawa uczciwości intelektualnej. Agnostyk mówi tak: gdyby Bóg istniał, oczekiwałby, że będę agnostykiem, bo naprawdę nie wiem. Jest pychą udawać, że się wie coś, czego się nie wie.
Za najprostszą – acz nie we wszystkich przypadkach trafną – różnicę w odróżnieniu agnostyka od ateisty można przyjąć stwierdzenie: Ateista nie wierzy i zaprzecza, agnostyk nie jest przekonany do istnienia Boga (lub bogów), ale też nie zaprzecza jego (ich) istnieniu.

## Etymologia
Słowo „agnostyk” wprowadził Thomas Henry Huxley w 1871 r., aby opisać filozofię, która sprzeciwia się gnostycyzmowi, mając na myśli nie tylko grupę religijną z początku pierwszego tysiąclecia, lecz wszystkie twierdzenia duchowej lub mistycznej wiary.
Przywódcy wczesnego Kościoła chrześcijańskiego używali greckiego słowa gnoza (wiedza, poznanie) dla opisania „wiedzy duchowej”. Agnostycyzmu nie wolno mylić z religijnymi nurtami przeciwstawnymi doktrynie gnozy i gnostycyzmu; te nurty zwykle nie mają wiele wspólnego z agnostycyzmem. Huxley użył pojęcia w znaczeniu generalnym.

## Klasyfikacja agnostycyzmu
Agnostycyzm można podzielić na kilka kategorii. Współczesne wersje to:
- Silny agnostycyzm – istnienia Boga lub bogów nie można udowodnić w żaden sposób i nigdy nie uda się tego udowodnić.
- Słaby agnostycyzm – istnienie Boga lub bogów jest obecnie niewiadome, lecz może stać się wiadome w przyszłości, dlatego na razie należy wstrzymać się z oceną.
- Agnostyzm teistyczny (również agnostycyzm religijny) – nie wiadomo, czy bogowie istnieją, a mimo to nadal w nich wierzy. Agnostycyzm religijny odrzuca jednak wszystkie treści religijne, zawarte w tradycji i świętych księgach uważając, że ich wartość poznawcza jest zbliżona do legend. Według niego, aby coś zbadać, trzeba mieć ścisłą definicję tego, co się bada – dopiero wtedy możliwe jest stworzenie odpowiedniej metody i przyrządu badawczego.
- Ateizm agnostyczny – nie wierzy w żadnego boga, mimo że wie o braku możliwości udowodnienia nieistnienia bóstw.
- Ignostycyzm – pytanie o istnienie Boga jest pozbawione sensu, ponieważ nie posiada ono weryfikowalnych (czy testowalnych) skutków i dlatego powinno być zignorowane.
- Teizm agnostyczny – wierzy w możliwość istnienia bogów, nie mogąc tego udowodnić[8].

## Definicja agnostycyzmu według Richarda Dawkinsa
Richard Dawkins w swojej książce Bóg urojony przedstawia siedmiostopniową skalę wiary w boga lub bogów:
- Silny teizm – wierzę i WIEM, że Bóg istnieje.
- De facto teizm – nie wiem, czy Bóg istnieje, ale silnie w niego wierzę i żyję w przekonaniu, że tak jest.
- Słaby teizm – nie jestem pewien, czy Bóg jest, ale i tak w niego wierzę.
- Agnostycyzm – istnienie Boga i jego nieistnienie są tak samo niemożliwe do udowodnienia.
- Słaby ateizm – nie wiem, czy Bóg istnieje, ale jestem sceptyczny.
- De facto ateizm – nie wiem na pewno, ale uważam, że Bóg jest bardzo nieprawdopodobny.
- Silny ateizm – wiem na pewno, że Boga nie ma.

## Agnostycyzm a poznanie
Agnostycyzm filozoficzny to pogląd odnoszący się do ludzkiego poznania. Głosi on, że ludzkie poznanie jest ograniczone i nie dostarcza obiektywnej wiedzy o rzeczywistości lub nie możemy zweryfikować jej prawdziwości. Jest to pojęcie bardzo bliskie sceptycyzmowi filozoficznemu.
Agnostycyzm skupia się wyłącznie na możliwościach poznania, nie zaś na jego wartości.

## Agnostycyzm w Polsce
W Polsce agnostycy według badań CBOS z 2012 r. stanowią razem z ateistami i bezwyznaniowcami 4,2% społeczeństwa i podobnie jak ateiści zgrupowani są wokół:
- portalu racjonalista.pl
- Polskiego Stowarzyszenia Racjonalistów
- Towarzystwa Kultury Świeckiej im. Tadeusza Kotarbińskiego
- Polskiego Stowarzyszenia Wolnomyślicieli im. Kazimierza Łyszczyńskiego
- Stowarzyszenia na rzecz państwa neutralnego światopoglądowo NEUTRUM

W rzeczywistości odsetek ten jest zdecydowanie wyższy ponieważ wiele osób, które opuściły kościół i porzuciły wiarę nie dokonało aktu apostazji.
Agnostycy są też określani jako religijna szara strefa.

## Krytyka agnostycyzmu
Agnostycyzm krytykuje się z perspektywy różnych stanowisk. Blaise Pascal przedstawił argument, znany jako zakład Pascala, w którym przekonywał o potrzebie wiary niezależnie od obecności dowodów istnienia boga. William James odrzucał uniwersalną konieczność wyboru na podstawie wiedzy empirycznej i stwierdził, że niektóre hipotezy (jak istnienie boga) wymagają decyzji opartej na emocjonalnej naturze człowieka. Niektórzy ateiści krytykują użycie terminu agnostycyzm jako funkcjonalnie nierozróżnialnego od ateizmu. Powoduje to częstą krytykę tych, którzy przyjmują ten termin, unikając etykiety ateistycznej.

### Krytyka teistyczna
Krytycy teistyczni twierdzą, że w praktyce agnostycyzm jest niemożliwy, ponieważ człowiek może żyć tylko tak, jakby Bóg nie istniał (etsi deus non-daretur), lub jakby istniał Bóg (etsi deus daretur).
Uczeni religijni tacy jak Laurence B. Brown krytykują nadużycia słowa agnostycyzm, twierdząc, że stał się jednym z najbardziej błędnych terminów w metafizyce. Laurence B. Brown stawia pytanie: „Twierdzisz, że nic nie może być znane z całą pewnością ... jak więc możesz być tak pewny?”.
Kościół katolicki traktuje agnostycyzm podobnie jak ateizm. Katechizm Kościoła Katolickiego uznaje agnostycyzm w odniesieniu do Boga za grzech przeciwko cnocie religijności, uważając, że agnostycyzm może się wiązać zarówno z jakimś poszukiwaniem Boga, jak i z ucieczką przed ostatecznymi pytaniami egzystencjalnymi oraz lenistwem sumienia moralnego i być równoznaczny z ateizmem praktycznym.

### Krytyka ateistyczna
Według Richarda Dawkinsa, rozróżnienie między agnostycyzmem a ateizmem jest niewygodne i zależy od tego, jak blisko zera osoba jest skłonna ocenić prawdopodobieństwo istnienia jakiegokolwiek podmiotu podobnego do boga. O sobie, kontynuuje Dawkins: „Jestem agnostykiem tylko w takim zakresie, w jakim jestem agnostykiem w stosunku do wróżek w ogrodzie”. Dawkins identyfikuje również dwie kategorie agnostycyzmu; „Tymczasowa Agnostykacja w praktyce” (TAP) i „Stała Agnostykacja Zasad” (PAP). Stwierdza on, że „agnostycyzm o istnieniu Boga należy do kategorii przejściowej lub kategorii TAP albo istnieje albo nie. Jest to pytanie naukowe, pewnego dnia możemy znać odpowiedź, a tymczasem możemy powiedzieć coś dość silnego O prawdopodobieństwie” i uważa PAP za „głęboko nieunikniony rodzaj ogrodzenia”.